# Aksak II
Aksak II – polski herb szlachecki odmiana herbu Aksak.

## Opis herbu
Opis zgodnie z klasycznymi regułami blazonowania:
W polu czerwonym serce srebrne z sercem czerwonym w środku, pod nim takież dwa serca na opak, między nimi strzała srebrna w prawo. Klejnot: Trzy pióra strusie.

## Najwcześniejsze wzmianki
Dokument z 1644 roku.

## Herbowni
Aksak, Akszak, Assanowicz, Białocki, Downarowicz, Erbejder, Erbreiter, Grużewicz, Hurko, Janczura, Kardasewicz, Kardaszewicz, Kasperowicz, Okieńczyc, Okińczyc, Seliminowicz, Selimowicz, Szaguniewicz, Szahuniewicz, Talkowski.